# Sint-Annakapel (Helden)

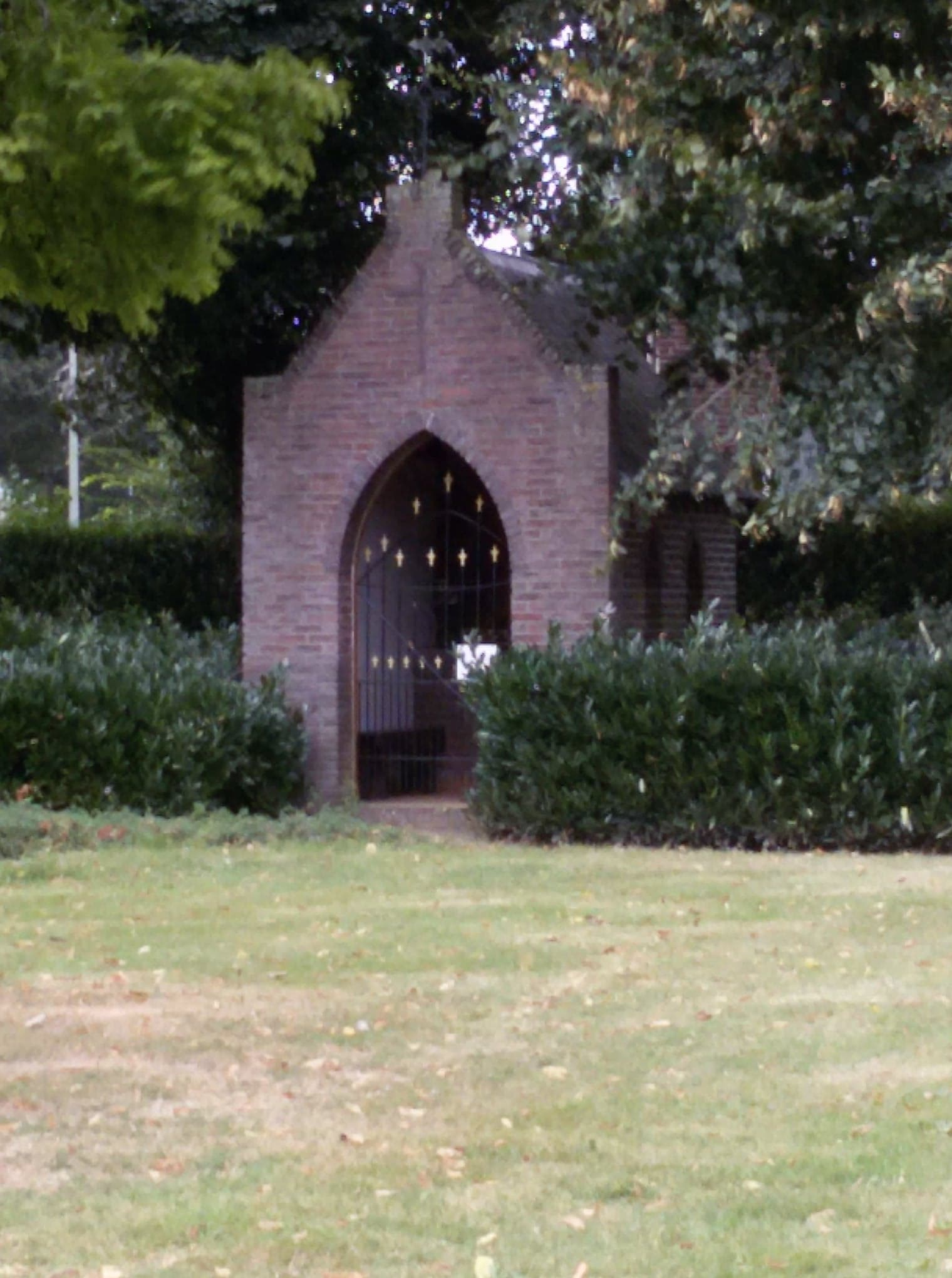
De Sint-Annakapel

De Sint-Annakapel is een kapel in Helden in de Nederlandse gemeente Peel en Maas. De kapel staat op de hoek van de Roggelseweg met de Schepenstraat en de Sint Annastraat
Op ongeveer 700 meter naar het noordwesten staat de Sint-Servaaskapel en op ongeveer 350 meter naar het noordoosten de Sint-Rochuskapel.
De kapel is gewijd aan de heilige Anna.

## Geschiedenis
Onduidelijk is wanneer de oudste Sint-Annakapel werd gebouwd, maar de kapel bestond reeds al in 1734 toen de kapel op een kaart werd ingetekend.
In 1793 wordt de kapel in een document genoemd genoemd met de tekst:

Tot dyen voor opbouw van St. Anna Capelle alhier 50 gulden dito munte voor welke bovengenoemde zommen de compereerde weerde van erfgename der voorsgenoemde Wed. hebben ontvangen en belovende daer van jaarlyx en alle jaren 4 dergelyke guldens intreste te zullen betaelen.

Deze tekst duidt er geld beschikbaar werd gesteld om de kapel te restaureren of te laten herbouwen.
In 1900 werd de kapel gerenoveerd.
In 1942 werd de kapel vanwege ruilverkaveling afgebroken.
In 1942 werd op een andere plek een nieuwe kapel gebouwd, omdat de buurtbewoners niet zonder kapel konden.

## Gebouw
De rode bakstenen kapel is opgetrokken op een rechthoekig plattegrond en wordt gedekt door een zadeldak met leien. In de linker- en rechterzijgevel bevinden zich elk twee blinde spitsboogvensters. De frontgevel is een tuitgevel die boven het dak uitsteekt en op de top staat een ijzeren kruis met windvaan met jaartal 1942. Hoog in de frontgevel is met donkere bakstenen een kruis ingemetseld en lager bevindt zich de spitsboogvormige toegang van de kapel die wordt afgesloten met een smeedijzeren hek.
Binnen zijn de linker- en rechterwand wit gestuukt, terwijl de achterwand uitgevoerd is in metselwerk. Tegen de achterwand is het bakstenen altaar gemetseld. Op het altaar is een segmentboogvormige nis gemetseld die wordt afgesloten met een glasplaat. In de nis staat voor een witte achtergrond een polychroom Annabeeldje, die de heilige Anna toont samen met haar dochter Maria. Op de sokkel van het beeld staat de tekst:

St. Moeder Anna